# Hilde Mattheis

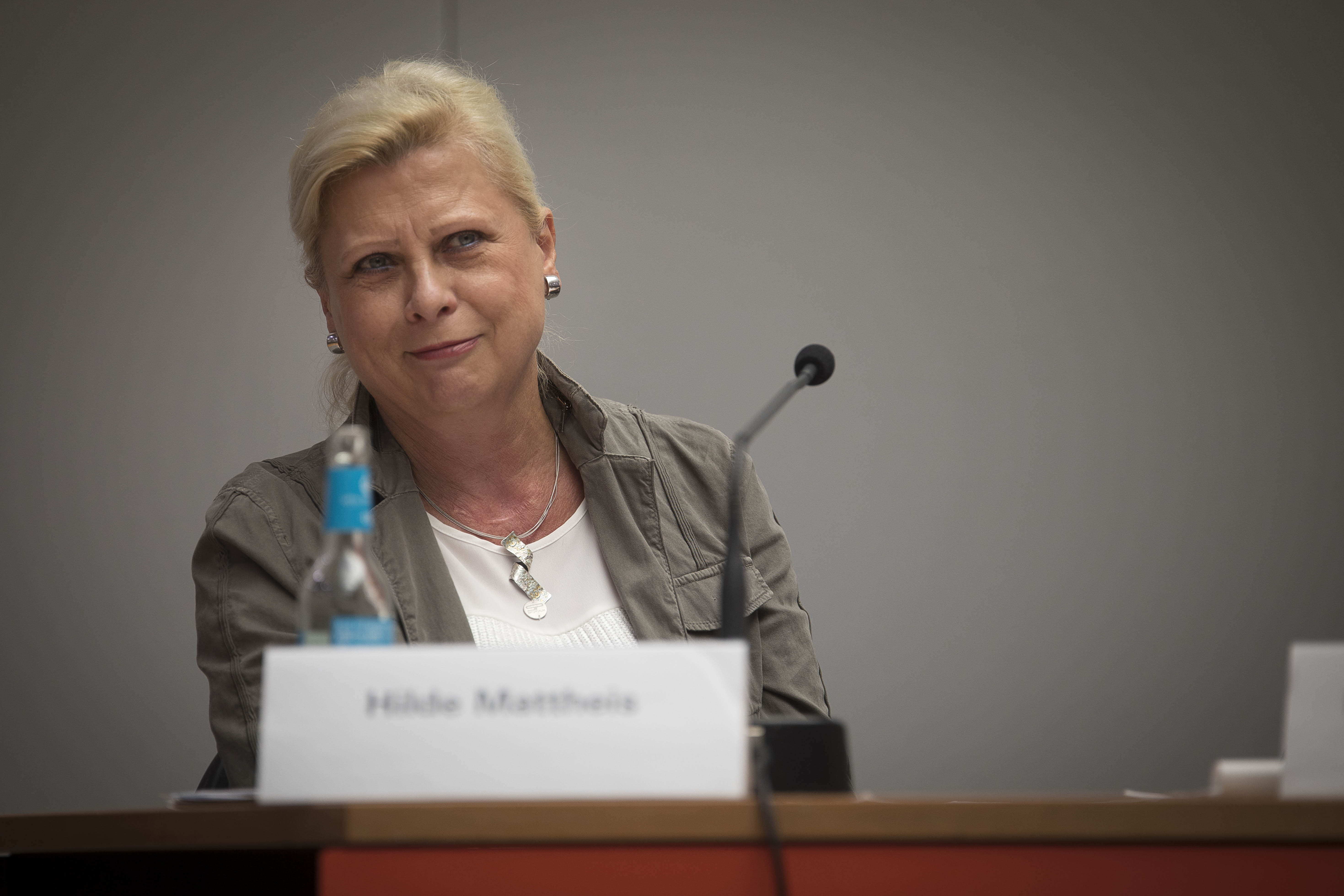
Hilde Mattheis im September 2018

Hildegard „Hilde“ Mattheis (* 6. Oktober 1954 in Finnentrop als Hildegard Gudelius) ist eine deutsche Politikerin (SPD) und Lehrerin. Sie war von 2002 bis 2021 Mitglied des Deutschen Bundestages und von 2011 bis 2021 Vorsitzende des Forums Demokratische Linke 21.

## Leben und Beruf
Hilde Mattheis studierte an einer Pädagogischen Hochschule und war danach als Lehrerin an Grund- und Hauptschulen tätig.
Nach ihrer Zeit im Deutschen Bundestag machte sie sich als Trachten- und Raumdesignerin selbstständig.
Mattheis ist verheiratet und hat zwei erwachsene Töchter.

## Partei
Hilde Mattheis trat 1986 in die SPD ein und engagierte sich besonders in der Arbeitsgemeinschaft sozialdemokratischer Frauen (ASF). Von 1992 bis 1996 war sie Vorsitzende des ASF-Kreisverbandes Ulm. Daneben gehörte sie von 1993 bis 2007 dem ASF-Landesvorstand in Baden-Württemberg an, ab 1995 als stellvertretende Vorsitzende und ab 1999 als Vorsitzende.
Von 1995 bis 2018 war Mattheis Mitglied des Landesvorstands der SPD Baden-Württemberg, ab 1997 als stellvertretende Vorsitzende. Ebenso war sie von 2000 bis 2005 Vorsitzende des SPD-Kreisverbands Ulm und gehörte von 2005 bis 2013 dem SPD-Parteivorstand an.
Mattheis war 2009 neben Nils Schmid und Claus Schmiedel eine von drei Kandidaten für die Nachfolge von Ute Vogt als Vorsitzende des SPD-Landesverbands Baden-Württemberg. Hierzu fand am 21. November 2009 eine Mitgliederbefragung in der SPD Baden-Württemberg statt. Bei einer Wahlbeteiligung von 47,35 % erhielt Hilde Mattheis in der Zweitauszählung unter Berücksichtigung der Zweitstimmen 37 % gegenüber 56 % für Nils Schmid. Bei den Erststimmen entfielen 46,2 % der Stimmen auf Nils Schmid, 29,1 % auf Hilde Mattheis und 22,8 % auf Claus Schmiedel. Nils Schmid wurde daraufhin auf dem Landesparteitag der SPD in Karlsruhe am 27. November 2009 mit 265 von 299 Stimmen der Delegierten (88,63 %) zum Landesvorsitzenden gewählt. Hilde Mattheis wurde mit 58,47 % der Stimmen als eine der vier Stellvertreter bestätigt.
Von 2011 bis 2021 war sie als Nachfolgerin von Björn Böhning Vorsitzende des Forums Demokratische Linke 21 (DL 21), einer Organisation des linken Flügels innerhalb der SPD. Zudem ist sie Mitbegründerin und Mitglied im Sprecherkreis von dessen baden-württembergischer Regionalgruppe. Eine Presseerklärung von ihr zum Mindestlohngesetz („Ausnahmen vom Mindestlohn sind unsozial“) führte im Juli 2014 zu einer Austrittswelle prominenter Mitglieder aus dem DL 21, allen voran der damaligen Bundesarbeitsministerin und einstigen DL-21-Gründerin Andrea Nahles (die das Mindestlohngesetz mitzuverantworten hatte), die dem Forum unter Mattheis’ Führung eine fundamental-oppositionelle Haltung attestierten. Dies wurde in der Presse als Spaltung der SPD-Linken gewertet, einhergehend mit einem Bedeutungsverlust von DL 21.
Nach der Landtagswahl in Hessen 2018 plädierte Mattheis für die Abschaffung der Hartz-Reformen: „Mit ihnen haben wir uns von unserer Identität als Partei der sozialen Gerechtigkeit verabschiedet. […] Das war ein großer Fehler und den muss man auch so benennen.“

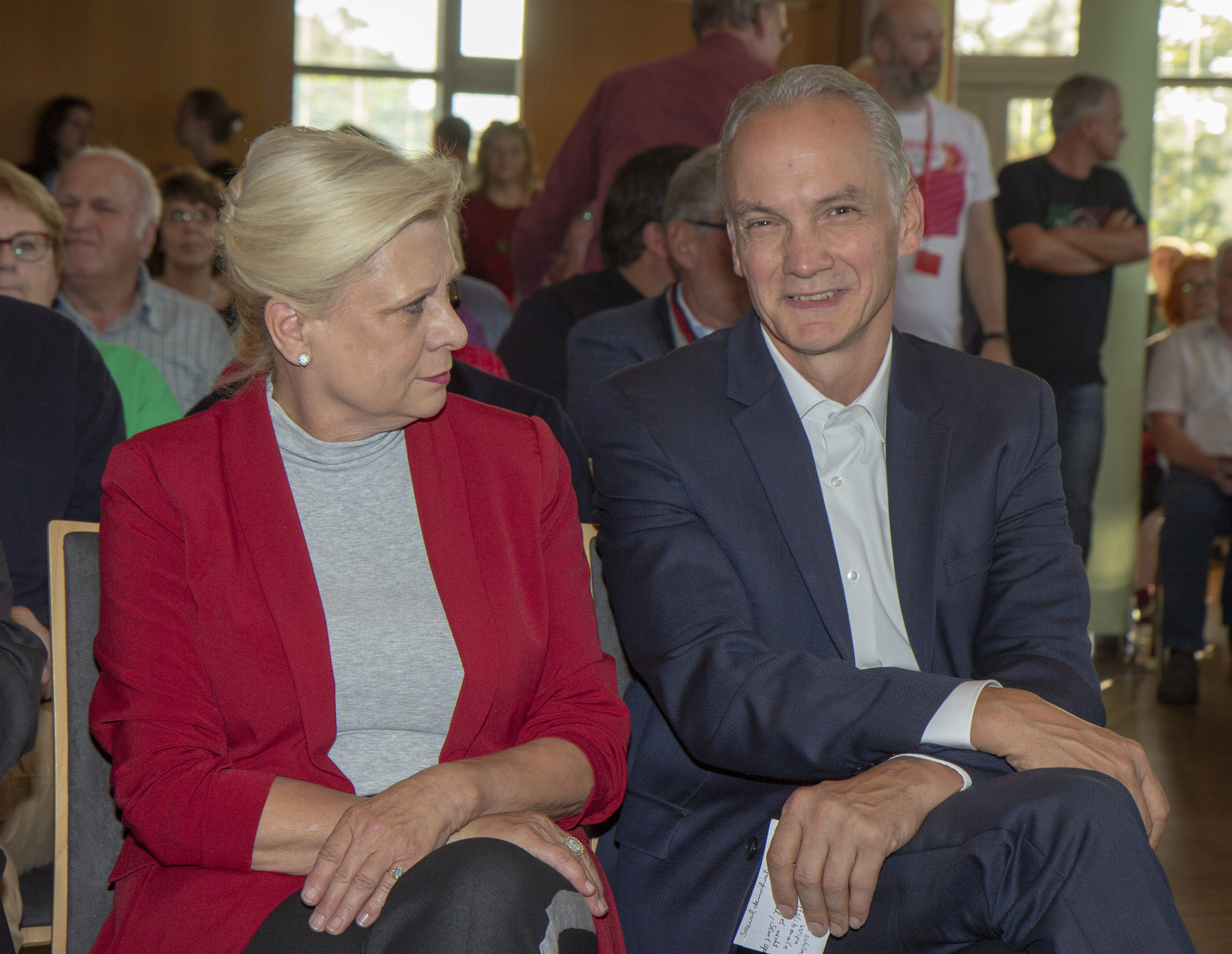
Hilde Mattheis (links) trat mit Dierk Hirschel (rechts) bei der Wahl zum SPD-Vorsitz 2019 an.

Im August 2019 gab sie ihre Kandidatur als SPD-Vorsitzende im Duo mit Verdi-Gewerkschaftssekretär Dierk Hirschel bekannt. Im Oktober zogen beide ihre Kandidatur zurück.
Zur Bundestagswahl 2021 trat Hilde Mattheis nicht wieder an.

## Abgeordnete
Mattheis war ab 2002 Mitglied des Deutschen Bundestags. Sie zog stets über die Landesliste Baden-Württemberg in den Bundestag ein. Im Bundestagswahlkreis Ulm unterlag sie stets dem CDU-Kandidaten. Sie war ab 2002 Mitglied im Ausschuss für Gesundheit und ab 2009 stellvertretendes Mitglied im Ausschuss für Familie, Senioren, Frauen und Jugend. Von 2002 bis 2005 war sie Mitglied im Petitionsausschuss und von 2005 bis 2009 stellvertretendes Mitglied im Ausschuss für Tourismus. Sie war von 2005 bis 2009 stellvertretende Sprecherin der Fraktionsarbeitsgruppe „Verteilungsgerechtigkeit und soziale Integration“ und von 2010 bis 2013 deren Sprecherin. Von 2005 bis 2013 war sie stellvertretende Sprecherin der Fraktionsarbeitsgruppe „Gesundheit“ und von 2014 bis 2017 deren Sprecherin.

## Mitgliedschaften
- ASB
- GEW
- BUND
- Naturfreunde
- Aids-Hilfe
- Drogenhilfe
- AWO
- Gegen Vergessen und für Demokratie
- Aktion Humane Schule